# Hoplarchus psittacus
Hoplarchus psittacus es una especie de peces de la familia Cichlidae en el orden de los Perciformes.

## Morfología
Los machos pueden llegar alcanzar los 32 cm de longitud total y 730 g de peso.

## Alimentación
Come insectos acuáticos, crustáceos y peces hueso.

## Hábitat
Vive en zonas de clima tropical  entre 27 °C-30 °C m de profundidad.

## Distribución geográfica
Se encuentran en Sudamérica:  cuenca del río Amazonas, ríos  Negro, Preto da Eva,  Urubu y Jamar, y afluentes de la cuenca superior del río Orinoco.